# أمل الشعوب
رابيلز (بالإنجليزية: Rappelz)‏ هي لعبة تقمص الأدوار كثيفة اللاعبين على الإنترنت للعب المجاني. هذه اللعبة من تطوير شركة Gala Lab الكوريّة (المعروفة سبقاً كـ nFlavor)، ومن نشر شركة Gala-Net Inc في كاليفورنيا.
نشرت شركة جيم باور سفن الإماراتيّة النسخة العربيّة للّعبة تحت العنوان أمل الشعوب.

## مقدمة أمل الشعوب
أمل الشعوب هي أول لعبة معربة مجانية تلعب مباشرة على الانترنت، إنها لعبة تتمتع بأحدث المواصفات على صعيد التصوير الفوتوغرافي والمؤثرات والتحريك. تتميز هذه اللعبة بأنها تتناسب مع مختلف الأعمار والأجناس وحتى أنها تتعدى ذلك فهي تمكنت من جلب انتباه كافة الشخصيات والعقول. إن هذه اللعبة سوف تجذب اهتمامك سواء كنت من محبي التشويق والإثارة أو من محبي التحدي والمغامرات وحتى لمن يتمتع بعقلية البيع والشراء وتحقيق الأرباح، له في هذا المنتج مكان كبير ليقوم بعقد صفقاته ومتاجراته.
لعبة أمل الشعوب تتمتع بعالم خيالي للناظر من أول وهلة ولكنه عالم يقوم على محاكاة الواقع البشري إلى حد كبير يفوق حتى الخيال، فسوف تستطيع في هذه اللعبة إنشاء شخصية تشابه شخصيتك وتجعلها تقوم بما لا تستطيع حتى أنت فعله على أرض الواقع وما يجعل متعتك مستمرة هو أن هذه الشخصية تصبح جزء لا يتجزأ من كيانك والمتابعة في تطويرها وتحديثها يصبح متعتك اليومية خاصة أن هذه الشخصية لا تحذف ولا تموت ما دمت تستمر في اللعب.
الأساسيات
LV
مستوى الشخصية اللاعب وهو يحدد كثير من الأمور:
1.قوة الشخصية.
2.مستوى المهام التي يتسلمها.
3.اختيار الاختصاص وتطويره.
يزداد مستوى الشخصية باكتساب الخبرة والخبرة تكتسب من خلال خوض المعارك أو تنفيذ المهام التي يوكلها لك المرشدين.
HP
الصحة وهي العداد الذي يشير إلى صحة الشخصية وعند وصوله إلى الصفر لا تموت الشخصية وإنما ينقص عداد الخبرة وترجع الشخصية إلى موطنها الرئيسي.
MP
الطاقة وهي شي مهم للاعب في أداء مهامه وأثناء خوض المعارك وتنفيذ المهارات فكل هذا يستهلك من طاقة اللاعب.
JLV
تعني مستوى العمل.
يملك كل لاعب مستوى عمل يختلف عن مستوى الشخصية هو يستخدم لتطوير شجرة المهارات والكشف عن مهارت إضافية كلما ارتفع مستوى العمل لدى اللاعب.
JP
و هي تعني نقاط العمل وتستخدم لرفع متسوى العمل ولتعلم المهارات وتطويرها.
تجمع عند خوض المعارك وتنفيذ المهام.
خريطة العالم
خريطة تكشف للاعب كامل المدن والحقول وأسماء المناطق في عالم أمل الشعوب.
تستطيع مشاهدتها داخل اللعبة بالضغط Alt+M
بالعربي الاختصار بالإنكليزي
نقاط الصحة HP Health Points
نقاط الطاقة MP Mana Points
النشاط ST Stamina
البراعة DEX Dexterity
القوة STR Strength
السرعة SPD Speed
الهجوم السحري M.Atk Magic Attack
قوة الهجوم P.Atk Power Attack
الدفاع السحري M. Def Magic Defense
قوة الدفاع P. Def Power Defense
المقاومة السحرية M. Res. Magic Resistance
نقاط الصحة العظمى MAX HP Maximum Health Points
نقاط الطاقة العظمى MAX MP Maximum Mana Points
السرعة القصوى MAX SP Maximum Speed
تعويض نقاط الصحة HP Recov. Health Points Recovery
تعويض نقاط الطاقة MP Recov. Mana Points Recovery
توليد نقاط الصحة HP Regen. Health Points Regeneration
تعويض السرعة SP Recov. Speed Recovery
توليد نقاط الطاقة
MP Regen.
Mana Points Regeneration
الوزن الأقصى Max. Wt. Maximum Weight
الضربة الحرجة Cri. Pow. Critical Power
نسبة حصول الضربة الحرجة Cri. Per. Critical Percentage
الذكاء Int Intellect
الدقة Acc Accuracy
نسبة الصد Block Per Block Percentage
مستوى العمل JL Job Level
نقاط العمل JP Job Points
طور القتل PK Player Kill
سرعة الهجوم Atk Spd Attack Speed
الشرح الاختصار
المساعدة Alt + H
محل الأدوات Alt + ~
خصائص الشخصية Alt + C
المهارات Alt + S
الأدوات Alt + I
خريطة اللعبة Alt + M
معلومات عن المرافق Alt + R
الكائن الجاهز Alt + Y
المراسلة Alt + F
المهام Alt + Q
الكتيبة Alt + G
النظام Alt + Z
الحركة / الهجوم بضغطتين/ تفعيل المهارات Left Mouse
لتحريك الكاميرا Right Mouse
الاقتراب / الابتعاد عن الشخصية Scroll
إخفاء Ctrl + H
تفعيل المهارة في الخانة الأولى. 1
تفعيل المهارة في الخانة الثانية. 2
تفعيل المهارة في الخانة الثالثة. 3
تفعيل المهارة في الخانة الرابعة. 4
تفعيل المهارة في الخانة الخامسة. 5
تفعيل المهارة في الخانة السادسة. 6
تفعيل المهارة في الخانة السابعة. 7
تفعيل المهارة في الخانة الثامنة. 8
تفعيل المهارة في الخانة التاسعة. 9
تفعيل المهارة في الخانة العاشرة. 10
تفعيل المهارة في الخانة الحادية عشرة. 11
تفعيل المهارة في الخانة الثانية عشرة. 12
خصائص الشخصية:
القوة: تزيد من قوة الهجوم وتزيد من كمية الوزن المحمول.
الحيوية: تزيد من نقاط الصحة، وقوة الدفاع.
البراعة: تزيد الدقة، وقوة الهجوم عند استخدام القوس.
الرشاقة: تزيد التفادي.
الذكاء: يزيد من نقاط الطاقة، وقوة الهجوم السحرية.
الحكمة: تزيد من دقة الهجوم بالسحر، قوة دفاع السحر، والمقاومة السحرية.
الحظ: تزيد من نسبة الضربة الحرجة.
- الحركات التعبيرية: يمكن أن تعبر الشخصية في اللعبة عن العديد من الحالات لتسهيل التواصل مع الآخرين وتزيد من متعة اللعب، ويمكن أن تفعل الشخصية ذلك :
- إما من خلال (Alt+T) لتظهر النافذة التالية:
ثم النقر بزر الفارة اليسار على التعبير المراد
- أو أن يتم إدخال الأوامر يدوياً من خلال لوحة المفاتيح وكتابة إحدى الأوامر التالية:
التلويح باليد /wave
الترحيب /greet
الابتسام /smile
الحزن /grieve
الموافقة /agree
عدم الموافقة /disagree
الملل /board
الاعتذار /apologize
التشجيع /cheer
العبوس /sulk
التصفيق /clap
الغضب /angry
شريط المهام
يلاحظ في الشاشة العادية وجود شريط مهام في أسفل الشاشة، يمكن للاعب أن يضيف إما أيقونات لمهارات أو أن يضع أدوات ضمن هذا الشريط، وذلك إما بسحب أيقونة المهارة من شجرة المهارات ووضعها مباشرة في الشريط بواسطة سحب
الأيقونة بزر الفارة اليسار، وكذلك الأمر بالنسبة إلى الأدوات يمكن سحب الأداة التي تستخدم بتكرار بنفس الطريقة بسحب الأداة من قائمة الأدوات إلى شريط المهام.
الفرق بين السيرفرات
هناك سيرفرين في امل الشعوب وهو
1: سيرفر أرغوث (سيرفر عادي)
2: سيرفر المدمر القتالي (سيرفر قتالي)
- السيرفر العادي (أرغوث)

• الموت: عندما يموت اللاعب عن طريق نمط القتال لن تنقص منه خبرة ولن تسقط أدواته.
• الغضب: عندما تكتسب الكثير من نقاط الوحشية سوف يحل عليك (بف) يسمى بالغضب وسوف تكون له مستويات كلما زادت لديك نقاط الوحشية – وتقلل جميع الخصائص لديك.
- السيرفر القتالي (المدمر)

• الموت: عندما يموت اللاعب عن طريق نمط القتال (سواء كنت مفعل النمط أو أم لا) ربما تخسر خبرة وربما تسقط أداة من أدواتك,,, ولكن عندما تكون مفعل نمط القتال أو لديك الكثير من نقاط الوحشية سوف تكون فرصة سقوط الأدوات منك عالية جداُ.
• القتل الجنائي: عندما يتم قتلك عن طريق شخص مفعل نمط القتال أو لون اسمه أحمر وكان أعلى منك ب10 لفلات لن تسقط منك أداة ولكن إذا قتلته أنت احتمالية كبيرة سقوط أداة منه.
• متجر الأدوات : بالنسبة للأدوات التي تشترونها من متجر الأدوات مثل مثبت النشاط وأم الجنيات والعباءات المؤقتة وحتى الدائمة وغيرها لن تسقط عندما يتم قتلك سواء عن طريق لاعب أو عن طريق وحش,, ولكن هناك بعض الأدوات من متجر الأدوات احتمالية أن تسقط كمثال: مثبت النشاط.
• نظام الحماية عن طريق الأطياف: أطيافك تلقائياً سوف تخصم منك عندما تقتل على يد لاعب مفعل نمط القتال أو اسمه باللون الأحمر لكي تقلل نسبة خسارة الخبرة أو سقوط أدواتك منك.
أ*. نسبة خسارة الخبرة عندما يتم قتلك من أحد اللاعبين سوف تنقص 100% أي لن تخسر شيء.
ب*. نسبة سقوط الأدوات منك عندما يتم قتلك من أحد اللاعبين سوف تنقص إلى 50%.
ت*. تستهلك الأطياف على أساسيات معينة:
لفلك.
نقاط وحشيتك.
ومستوى اللفل بينك وبين القاتل.
ث*. الذي يقتلك سوف يأخذ 75% من أطيافك.
ج*. عندما تموت بواسطة وحش ما ,, سوف تختفي جميع أطيافك تلقائياً. ثانياُ [ ((معلومات بتفصيل أوضح عن السيرفر القتالي (PVP))) ] :-
أ*. مقدمة عن السيرفر القتالي PVP :
كلمة PVP (ل.م.ل) التي تعني Player Versus Player (لاعب مقابل لاعب),, التفاعلات تشكل جزء كبير مما هو عالم أمل الشعوب وبغض النظر عما تقوم به في السيرفر من نشاطات أخرى، هذا النظام سوف يجعلك في حماس وتحدي وإثارة ومن أهم الأمور التي سوف تشارك بها.
ب*. كيفية عمل نظام السيرفر القتالي (PVP):
يجب التعرف على الأمور التالية:
• نظام نمط تفعيل القتال PK العام:
لكي تقاتل ضد اللاعبين: يجب عليك تشغيل نمط القتال.
```
للدفاع عن نفسك ضد اللاعبين: عندما يهجم عليك لاعب مفعل نمط القتال يمكنك قتاله تلقائياً سواء بفتح نمط القتال أو بدون تشغيل نمط القتال.
عندما يصبح اسمك باللون الأحمر: أي لاعب يصبح لون اسمه أحمر سيتمكن أي لاعب من الهجوم عليه وأيضاً حتى وإن كان نمط القتال PK مغلق.
المنطقة الآمنة: يمكنك أن تذهب إلى أي مدينة وترتاح فيها لأنه لن يستطيع أي شخص أن يهجم عليك وأنت بداخلها.
```

• نظام الوحشية:-
```
نقاط الوحشية: تزيد في كل مرة تشغل فيها نمط القتال.
القتل الجنائي: عندما تقتل لاعب غير مفعل نمط القتال PK وكان أصغر منك ب10 لفلات سوف تزيد لك نقاط الوحشية بشكل كبير جداً.
اللاعبين ذو الاسم الأحمر: هولاء لديهم الكثير من نقاط الوحشية.
الندم: تستطيع أن تقلل نقاط الوحشية عن طريق قتل الوحوش بنفس لفلك أو أعلى منك,, وأيضاً عند طريق الموت ,, وأيضاً عن طريق التبرع بأدوات في مركز التبرع تجده في كل مدينة,, وأيضاً عن طريق أداة تجدوها في متجر الأدوات (مطهر الوحشية) أو (مزيل الوحشية).
```

## الشعوب

### شعب الأمانيس
شعب الأمانيس هم شعب النور وهم يملكون مهارات مائية وأرضية.
هم أقوياء بشكل رئيسي في الدفاع وتتركز قوتهم في الإسعاف وصعقات الشفاء.
متدرب الأمانيس: وهي المرحلة التي تسبق الاختصاص ومهاراته الأساسية الضربة الحديدية والإسعاف الأولي.
يتطور متدرب الأمانيس إلى :
- المدافع:

يعد من أقدر الاختصاصات على الدفاع ويملك مهارة تعويض صحة ذاتية، ويمتاز هذا الاختصاص بقدرته على صد الضربات ومهارات أخرى تجبر الوحوش على مهاجمته بدلاً من أعضاء فريقه أو كتيبته.
- الأسلحة التي تناسبه :
يمتاز المدافع بقدرته العالية على استعمال الرمح والسيف ((ذو القبضة الواحدة أو القبضتين)) بالإضافة للترس مع صولجان.
- يتطور المدافع إلى :
1. الفارس: يأخذ الفارس الجانب الهجومي من المدافع ويضيف عليه المزيد من المهارات الهجومية التي تسبب ضرراً للخصم.بكفي تيار بحرنا كلنا
2. المتراس: يأخذ المتراس الجانب الدفاعي من المدافع وخاصة المهارات التي ترتبط بالدرع، ويملك المتراس مهارات إضافية تكسبه قدرة على صد الأعداء ودفاع عالي في اللعبة.

- المسعف:

اختصاص المسعف هو الشافي والمعالج الرئيسي في اللعبة، يملك صعقات قوية قادرة على الشفاء والإسعاف والإنعاش وتزداد مقدرته على الشفاء بمقدار تقويته لهذه الصعقات. وهو أيضاً يملك صعقات هجومية وصعقات ماصة للطاقة.
- الأسلحة التي تناسبه :
- للمهمات الفردية: الصولجان ذو قبضتين أو صولجان وترس
- للمهمات مع فريق: العصا مع طرقها بالأحجار الكريمة
- يتطور المسعف إلى:
1. الطبيب: هو تطوير لكل ما لدى المسعف من قدرات تخص الفريق، فهو يستطيع تطوير كل من مهارات الشفاء والتطبيب والتي تمكنه من مساعدة فريقه، ولكن مع كل هذه القوة التي يملكها في الشفاء والمساعدة، قوته الهجومية تعتبر أضعف من غيره.
2. الحكيم: هو تطوير لكل المهارات الهجومية لدى المسعف.هو يحصل على صعقات شفاء إضافية بعد هذا التطوير.

- المروض:

و كما يوحي اسمه فهو يملك مهارات وقدرات كبيرة تدعم مرافقه وتمكنه من ترويض أكبر عدد من الوحوش.يملك صعقات دفاعية وصعقات تشفي المرافق.
- الأسلحة التي تناسبه :
- السيف ((ذو القبضة الواحدة)) مع درع ثقيل
- سيف ذو القبضتين
-الصولجان ذو القبضتين
- يتطور المروض إلى:
1. المخلب: وهو تطوير للمروض وتوسيع لقدراته ومهاراته بالإضافة إلى مهارات أخرى تتمركز حول المرافق.

### أجوريا
و هم بشر عاديين ومحايدين ولكنهم يتمتعون بمزيج من المهارات الهجومية والدفاعية ذات قدرات العالية.
ولديهم القدرة على استخدام القوى الطبيعية (ماء، رياح، نار، تراب).
متدرب الأجوريا: وهو مرحلة تسبق الاختصاص وهو يملك المهارات الأولية التابعة لشعب أجوريا.
يتطور متدرب الأجوريا إلى :
- المقاتل:

و هو من النمط الحربي فمهاراته ترتكز على إلحاق الضرر ويمتاز بالفاعلية في استخدام الأسلحة التقليدية، ولديه قدرة على تسديد الضربات القاتلة ويتمتع بهجوم ودفاع قوي.
- الأسلحة التي تناسبه :
- القوس الطويل إذا كان يريد التطور إلى قناص.
- فأس قبضة واحدة أو قبضتين إذا كان يريد التطور إلى فولاذي.
- يتطور المقاتل إلى :
1. الفولاذي : مقاتل محترف من الدرجة الأولى، يسدد ضربات بإصابات شديدة، يمكن أن يكون بلا شك مقاتل في الصف الأمامي.يرتكز على المهارات التي تدعمه أثناء المعارك ويمكن أن يحل مكان المتراس فضلا على دفاعه العالي والحيويه.
2. القناص: مهاجم يعتمد على الهجوم من مسافة بعيدة ليحقق إصابات قاتلة، وهو أكثر من قادر على التكفل بحماية نفسه في المعركة، ويعتبر القناص من اقـوى التخصصات في الهجوم العضلي، يعتمد على القوس الطويل في قتاله.ويمتلك مهارات تدعم الأقواس.

- الجلمود:

مقاتل فريد من نوعه، ملقي بارع، يتمتع بقوة هجوم عضلية وسحرية عالية، نقطة ضعفه دفاعه العضلي منخفض.
قدراته تمنحه قدرات كبيرة في المعارك تفوق جميع الاختصاصات الأخرى.
و لكن الصعقات والمهارات الشفائية التي يملكها لا تقارن بمهارات وصعقات المسعف.
- الأسلحة التي تناسبه :
- الفأس ((ذو القبضتين)).
- العصا تناسبه أيضاً من أجل المهارات السحرية.
- يتطور الجلمود إلى :
1. الصنديد:يعتمد على مهارات الجلمود أساساً بالإضافة لمهارات جديدة، يتمتع بدفاع قوي ولكن بقوة هجوم أقل. لديه بوفات للفريق.
2. المغوار: يعتمد على مهارات الجلمود أساساً مع إضافة مهارات جديدة، وهو يتجه نحو التشابك بالأسلحة والقتال الفردي، ولديه مهارات إسعاف وبوفات للفريق، بالإضافة لمهارات سحرية عالية ومهارات الإخضاع.

- الوحشي :

يعتمد على تطوير مقدرات الجانبين المرافق واللاعب.و يملك صعقات للمرافق لا يستهان بها مما تجعل من المرافق عنصر فعال في المعركة، كما تتوفر لديه خاصية الالتحام المباشر مع المرافق بجسد واحد ليشكل قوة ضاربة لا يمكن صدها ولكنه يتمتع أيضا بالفوفات الذاتية الخاصة به هو والمرافق الظاهر.
- الأسلحة التي تناسبه :
- الفأس ذو القبضتين ((يمتلك مهارات كامنة تدعمه))
- فأسين قبضة واحدة(يمسك بكل يد فأس واحد)
- يتطور الوحشي إلى :
1. سيد الوحوش: وهو تطوير للوحشي وتوسيع لقدراته ومهاراته بالإضافة إلى مهارات أخرى تتمركز حول المرافق.

### أرماد
الأرماد هم الظلاميون في لعبة أمل الشعوب.وهم أيضاً يملكون مهارات نارية ورياحية. هم أضعف من جهة التطبيب والدفاع من الشعبين الآخرين ولكن قدرتهم على المراوغة عالية جدا من أهم مهاراتهم «التفادي المركز» والتي تزيد من قدرتهم على المراوغة والتفادي.
متدرب الأرماد : وهو مرحلة تسبق الاختصاص وهو يملك المهارات الأولية التابعة لشعب الأرماد
يتطور متدرب الأرماد إلى :
- المناور:

اختصاص قتالي وشخصية حربية فذة يستخدم درجة عالية من المراوغة وسرعة في القتال، يضرب بسرعة ولكن ليس بقوة كبيرة.
- الأسلحة التي تناسبه :
- النشاب
- سيفين ذو قبضة واحدة معاً
- الخنجر
المهارات :
| اسم المهارة        | نوع المهارة            | شرح المهارة                                                                      | وقت التجهيز | وقت الالقاء |
| ------------------ | ---------------------- | -------------------------------------------------------------------------------- | ----------- | ----------- |
| خبره التفادي       | مهارة كامنة            | تزيد التفادي                                                                     | --          | --          |
| النسيان            | مهارة هجوم ظلامية      | تقلل من تهديد الخصوم تجاه اللاعب                                                 | 30 ثانيه    | 0.5         |
| احتراف سلاح السفاح | مهارة كامنة            | تزيد من الهجوم للسيوف والخناجر                                                   | --          | --          |
| احتراف الدروع      | مهارة كامنة            | تزيد من قوة الدفاع عند ارتداء الدرع                                              | --          | --          |
| احتراف النشاب      | مهارة كامنة            | تزيد من قوة الهجوم باندفاع حسب مستوي المهارة عند استخدام النشاب                  | --          | --          |
| الهجوم الطاعن      | مهارة هجوم ظلامية      | مهارة هجوم تجمع الطاقة ة تطعن الهدف بقوة                                         | 10 ثواني    | --          |
| الرمية المزدوجه    | مهارة هجوم             | للنشاب فقط تطلق سهمين على التوالي                                                | 20 ثانية    | 0.5         |
| تركيز الهدف        | مهارة بوف ذاتية        | مهارة تزيد الدقة لللاعب لفترة من الزمن                                           | 3 دقائق     | 2 ثانية     |
| ضربة الظلام        | مهارة هجوم ظلامية      | تهاجم الخصم بثلاث ضربات متتالية وتسبب ضررا كبيرا للخصم                           | 30 ثانية    | --          |
| السهم المندفع      | مهارة هجوم             | تهاجم الهدف باسهم قوية وتسبب له الارتداد للخلف                                   | 1 دقيقة     | 1.5 ثانية   |
| الخطي السريعة      | مهارة بوف ذاتية        | مهارة تزيد من سرعة اللاعب لفترة من الوقت                                         | 2 دقيقة     | 1.5 ثانية   |
| السيف القاطع       | مهارة هجوم ظلامية      | تطعن الخصم عميقا فتكسب مقدارا من نقاط HP                                         | 1.5         | --          |
| رمية السهم الثاقب  | مهارة هجوم             | تهاجم الهدف باسهم حادة تسبب له النزيف                                            | 10 ثواني    | 0.5 ثانية   |
| خبير السلاحين      | مهارة كامنة            | القدرة علي استخدام سيفين أو خنجرين - تزيد الدقة وسرعة الهجوم                     | --          | --          |
| غبار النوم         | مهارة هجوم ظلامية      | مهارة تجعل الهدف ينام لمدة قصيرة                                                 | 1 دقيقة     | --          |
| خبرة النشاب        | مهارة كامنة            | تزيد سرعة الهجوم عند استخدام النشاب                                              | --          | --          |
| التفادي المركز     | مهارة بوف ظلامية       | تزيد القدرة علي التفادي لمدة قصيرة                                               | دقيقتان     | --          |
| كاسر الرأس         | مهارة هجوم ظلامية      | تضرب رأس الخصم وتصبة بضرر وخوف لفترة من الوقت                                    | 3 دقائق     | 0.5 ثانية   |
| السهم المشحون      | مهارة هجوم ظلامية      | تلحق ضرر بالهدف وتسبب ضرر موقوت لفترة من الزمن                                   | 10 ثواني    | 0.5 ثانية   |
| الضربة المهلكة     | مهارة بوف ذاتية        | مهارة تمنحك القدرة علي القيام بهجومين متتاليين بنجاح بمعدل معين بسيفين أو خنجرين | 10 دقائق    | ثانيتين     |
| الضربة الحرجة      | مهارة هجوم             | تطلق ثلاثة اسهم متتالية نحو نقطة ضعف الخصم - تعمل للنشاب فقط                     | 30 ثانية    | 0.5 ثانية   |
| الضربة المزدوجة    | مهارة بوف              | مهارة تمنحك القدرة علي القيام بهجومين متتاليين تحتاج الي سيف طويل أو خنجر        | 10 دقائق    | 2 ثانية     |
| ضربة القناص        | مهارة بوف              | مهارة تمنحك القدرة علي القيام بهجومين متتاليين تحتاج الي نشاب                    | 10 دقائق    | ثانيتين     |
| رمية الاستنزاف     | مهارة بوف ذاتية ظلامية | تكسب عن طريقها مقدارا محددا من نقاط MP من الهدف المصاب بالنشاب                   | 5 دقائق     | ثانيتين     |

- يتطور المناور إلى :
1. السفاح: يمتلك قدرات المناور، ويستخدم السيوف ويملك القدرة على استخدام خنجرين معاً، بالإضافة لمهارات هجومية متعددة ومهارة أساسية ((الاختفاء)). ملاحظة:((السفاح تخصص قوي للذين يعرفون أسيتخدامه وهو تخصص لا يحتاج لمرافق قوي))

- التدريب يفضل ان يملك كائن(مرافق) إسعافي
المهارات :
| اسم المهارة        | نوع المهارة              | شرح المهارة                                                                                 | وقت التجهيز | وقت الالقاء |
| ------------------ | ------------------------ | ------------------------------------------------------------------------------------------- | ----------- | ----------- |
| خبيرة التفادي      | مهارة كامنة              | تزيد التفادي                                                                                | --          | --          |
| احتراف سلاح السفاح | مهارة كامنة              | تزيد قوة الهجوم للسيوف والخناجر                                                             | --          | --          |
| عباءة الظلام       | مهارة بوف ظلامية         | مهارة تجعلك تختفي غير مرئي للخصوم                                                           | 30 ثانية    | 0.5         |
| احتراف الدروع      | مهارة كامنة              | تزيد من قوة الدفاع عند ارتداء الدرع                                                         | --          | --          |
| الهجوم الطاعن      | مهارة هجوم ظلامية        | مهارة تجمع الطاقة وتطعن الهدف بقوة                                                          | 10 ثواني    | --          |
| خبير السلاحين      | مهاره كامنه              | الفدرة علي استخدام سيفين أو خنجرين - تزيد الدقة وسرعه الهجوم                                | --          | --          |
| طعنة الظلام        | مهارة هجوم ظلامية        | يجب أن يكون اللاعب مختفي.تفاجئ الهدف بضربة لها احتمل ضربة حرجة عالية وتلغي التخفي           | دقيقة       | --          |
| تركيز الهدف        | مهارة بوف ذاتية          | مهارة تزيد الدقة لللاعب فترة من الوقت                                                       | 3 دقائق     | ثانيتين     |
| ضربة الظلام        | مهارة هجوم ظلامية        | تهاجم الخصم بثلاث ضربات متتالية وتسبب ضررا كبيرا للخصم                                      | 30 ثانية    | --          |
| الضربة المهلكة     | مهارة بوف ذاتية          | مهارة تمنحك القدرة علي القيام بهجومين متتاليين بنجاح بمعدل معين بسيفين أو خنجرين            | 10 دقائق    | ثانيتين     |
| الصد المتقاطع      | مهارة كامنة              | للسيفين أو الخنجرين فقط تزيد من معدل الصد                                                   | --          | --          |
| السيف القاطع       | مهارة هجوم ظلامية        | تطعن الخصم عميقا فتكسب مقدارا من نقاط HP                                                    | 1.5 دقيقة   | --          |
| الاندفاع المفاجئ   | مهارة بوف ذاتية هوائية   | تزيد من سرعة الحركة لمدة قصيرة من الزمن                                                     | 5 دقائق     | --          |
| الخوف الغاضب       | نهارة هجوم ظلامية        | تزيل من مستوي التهديد الوحوش من حولك                                                        | 15 ثانية    | --          |
| التفادي المركز     | مهارة بوف ظلامية         | تزيد القدرة علي التفادي لمدة قصيرة                                                          | دقيقتان     | --          |
| غبار النوم         | مهارة هجوم ظلامية        | مهارة تجعل الهدف ينام لمدة قصيرة                                                            | دقيقة       | --          |
| رقصة النهاية       | مهارة هجوم ظلامية        | تطعن الهدف طعنات سريعة وتلحق ضررا متتاليا به باستخدام الخناجر أو السيفين                    | 1.5 دقيفة   | 0.9 ثانية   |
| تصادم الظلام       | مهارة هجوم ظلامية        | يجب أن يكون اللاعب متخفي. تضرب الهدف ضربة حرجة وتغشيه لفترة وتلغي التخفي                    | دقيقة       | --          |
| الغبار العامي      | مهارة هجوم ظلامية        | تفقد الهدف رؤيته لمدة قصيرة                                                                 | 30 ثانية    | --          |
| كاسر الرأس         | مهارة هجوم ظلامية        | تضرب رأس الخصم وتصبة بضرر وخوف لفترة من الوقت                                               | 3 دقائق     | 0.5 ثانية   |
| السيف البراق       | مهارة هجوم بالرمي هوائية | فقط للسيوف والخناجر - تطلق طاقة من السيف وتسبب تهديد منخفض                                  | 30 ثانية    | 0.5 ثانية   |
| اندفاع الظلام      | مهارة هجوم هوائية        | تندفع نحو الهدف من مسافة طويلة وتهاجمة وتغشيه                                               | 45 ثانية    | --          |
| جرح الظلام         | مهارة هجوم ظلامية        | يجب أن يكون اللاعب مختفي. تسبب النزيف للهدف وتقلل من معدل نقاط الدقة الخاصة به وتلغي التخفي | دقيقة       | --          |
| الموجة المغرقة     | مهارة هجوم هوائية        | للسيوف والخناجر فقط تطلق موجه من الطاقة تهاجم الأعداء حول الهدف                             | دقيقة       | 0.9 ثانية   |
| التصادم البراق     | مهارة هجوم هوائية بمدي   | للسيوف والخناجر فقط تطلق طاقة على شكل متقاطع مع السلاحين لها احتمال إغشاء الخصم             | دقيقة       | --          |
| الطاقة المتراكمة   | مهاره هجوم بالرمي نارية  | للسيوف والخناجر فقط تستخدم طاقة النار وتجرح كل الخصوم حول اللاعب                            | دقيقتين     | 0.9 ثانية   |
| الاضطراب القرمزي   | مهارة هجوم هوائية        | يجب أن يكون اللاعب متخفي وهذه المهارة تلحق ضرر كبيرا بالاعداء وتغشيهم وتلغي التخفي          | 3 دقائق     | --          |

1. سيد الظلام: لديه القدرة على الهجوم من بعد وسرعة حركة عالية متخصص في استخدام النشاب.

قد يكون ضعيفاً في الدفاع ولكنه يلحق أضراراً بالغة في الهجوم.
| اسم المهارة       | نوع المهارة                | شرح المهارة                                                                                        | وقت التجهيز      | وقت الالقاء |
| ----------------- | -------------------------- | -------------------------------------------------------------------------------------------------- | ---------------- | ----------- |
| خبرة التفادي      | مهارة كامنة                | تزيد التفادي                                                                                       | --               | --          |
| احتراف النشاب     | مهارة كامنة                | تزيد من قوة الهجوم باندفاع حسب مستوي المهارة عند استخدام النشاب                                    | --               | --          |
| احتراف الدروع     | مهارة كامنة                | تزيد من قوة الدفاع عند ارتداء الدرع                                                                | --               | --          |
| الرمية المزدوجة   | مهارة هجوم                 | للنشاب فقط تطلق سهمين على التوالي                                                                  | 20 ثانية         | 0.5 ثانية   |
| السهم المسموم     | مهارة هجوم بالرمي ظلامية   | للنشاب فقط يسبب ضرر ويسمم الهدف لفترة من الوقت                                                     | 3 ثواني          | --          |
| خبرة النشاب       | مهارة كامنة                | تزيد سرعة الهجوم عند استخدام النشاب                                                                | --               | --          |
| تركيز الهدف       | مهارة بوف ذاتية            | مهارة تزيد الدقة لللاعب فترة من الوقت                                                              | 3 دقائق          | ثانيتين     |
| السهم المندفع     | مهارة هجوم                 | تهاجم الهدف باسهم قوية وتسبب له الارتداد للخلف                                                     | دقيقة            | 0.5 ثانية   |
| الفن الحارق       | مهارة بوف تلقائية نارية    | مهارة تزيد من قوة الهجوم والضربة الحرجة لكن تقلل من الدفاع والتفادي                                | 20 ثانية         | --          |
| الفن الرشيق       | مهارة ذاتية تلقائية هوائية | تزيد من سرعة الهجوم والتفادي لكن تقلل من قوة الهجوم                                                | 20 ثانية         | --          |
| فن الغسق          | مهارة ذاتية تلقائية ظلامية | تزيد الدقة وسرعة الهجوم والتفعيل لكن تقلل من HP Max ومستوي التهديد                                 | 20 ثانية         | --          |
| الاندفاع المفاجئ  | مهارة بوف ذاتية هوائية     | تزيد من سرعة الحركة لمدة قصيرة                                                                     | 5 دقائق          | --          |
| رمية السهم الثاقب | مهارة هجوم                 | تهاجم الهدف وتسبب له النزيف                                                                        | 10 ثواني         | 0.5 ثانية   |
| رمح الاغشاء       | مهارة هجوم ظلامية          | تطلق اسهم فورا تلحق الضرر بالهدف وتغشيه لمده قصيرة                                                 | 45 ثانية         | --          |
| التفادي المركز    | مهارة بوف ظلامية           | تزيد القدرة علي التفادي لمدة قصيرة                                                                 | دقيقتان          | --          |
| السهم المشحون     | مهارة هجوم ظلامية          | تلحق ضرر بالهدف وتسبب ضرر موقوت لفترة من الزمن                                                     | 10 ثواني         | 0.5 ثانية   |
| صعقة الدمار       | مهارة هجوم بالرمي ظلامية   | تطلق اسهم بطاقة الظلام نحو الهدف                                                                   | دقيقة و 45 ثانية | --          |
| النار السريعة     | مهارة هجوم بمدي            | تطلق اسهم نحو اللاعداء من حول اللاعب                                                               | 10 ثواني         | --          |
| الضربة الحرجة     | مهارة هجوم                 | تطلق ثلاثة اسهم نحو نقطة ضعف الخصم                                                                 | 30 ثانية         | 0.5 ثانية   |
| الارتداد          | مهارة بوف ظلامية           | تزيد من معدل الضربة الحرجة لمدة قصرية                                                              | دقيقتان          | --          |
| الضربة المحرضة    | مهارة هجوم نارية           | مهارة هجوم بالنشاب تحرض الهدف بهجوم صوئي تقلل من دفاعة وتزيد من قوة هجومه                          | دقيقة            | --          |
| رمية الاستنزاف    | مهارة بوف ذاتية ظلامية     | تكسب عن طريقها مقدارا محددا من نقاط MP                                                             | 5 دقائق          | ثانيتين     |
| السهم العامي      | مهارة هجوم ظلامية          | للنشاب فقط تستخدم سهام النشاب المشحونه بطاقة الظلام والتي تسبب الضرر ويفقد الهدف الرؤية لمدة قصيرة | دقيقة            | --          |
| العداوة الخفية    | مهارة بوف ذاتية ظلامية     | للنشاب فقط تقلل التهديد الناتج عن الهجوم علي اللاعب بالنشاب                                        | دقيقتان          | --          |
| ضربة القناص       | مهارة بوف                  | مهارة تمنحك القدرة علي القيام بهجومين متتاليين تحتاج الي نشاب                                      | 10 دقائق         | ثانيتين     |
| السهم الصارخ      | مهارة بوف ذاتية هوائية     | للنشاب فقط يزيد من سرعة الهجوم لكن لا يمكن أن يتحرك لفترة قصيرة                                    | دقيقة ونصف       | --          |
| رمية الانتقام     | مهارة هجوم بالرمي          | تطلق عدة اسهم نحو الهدف والاعداء من حولة باستمرار                                                  | دقيقتان          | --          |
| الهتاف السفلي     | مهارة بوف هوائية           | للنشاب فقط يقفز الاعب عاليا ويبدا بإطلاق اسهم نحو الخصوم ويتفادي كل الضربات                        | 5 دقائق          | --          |
| السهم الدوار      | مهارة هجوم                 | تستخدم الاسهم الدوارة التي تجبر الخصوم علي التراجع الي الوراء                                      | 3 دقائق          | --          |
| سهم الرعد         | مهارة بوف ذاتية هوائية     | للنشاب فقط أثناء الهجوم العادي يعطي ضرر هوائي اضافي واحتمال اغشاء                                  | 3 دقائق          | --          |
| شلال الظلام       | مهارة هجوم ظلامية          | تهاجم الأعداء في المنطقة بوابل من الاسهم                                                           | 5 دقائق          | --          |

- الساحر:

متمكن من القتال بالطاقة، ترتكز مهاراته على عدة شجرات مهارات، مجموعه واسعة من الطاقة كل شجرة بتأثير مختلف.
يملك مهارات وصعقات استنزاف خاصة تمكنه من إضعاف عدوه وامتصاص طاقته بالإضافة إلى صعقات أخرى.
- الأسلحة التي تناسبه :
- العصا ((ذو القبضتين))
- الخنجر
المهارات :
| اسم المهارة             | نوع المهارة             | شرح المهارة                                                                                 | وقت التجهيز | وقت الالقاء |
| ----------------------- | ----------------------- | ------------------------------------------------------------------------------------------- | ----------- | ----------- |
| احتراف سلاح الساحر      | مهارة كامنة             | عند استخدام الخنجر أو العصا تزيد قوة الهجوم                                                 | --          | --          |
| الدفاع العقلي           | مهارة كامنة             | تزيد قوة الدفاع بالطاقة                                                                     | --          | --          |
| احتراف تدريب السحر      | مهارة كامنة             | تزيد قوة الهجوم بالطاقة                                                                     | --          | --          |
| خبرة التفادي            | مهارة كامنة             | تزيد التفادي                                                                                | --          | --          |
| الاستنزاف               | هجوم الصعقة الظلامية    | تهاجم الهدف بطاقة الظلام وتسبب ضررا ظلاميا وتمتص جزء من الضرر لرفع HP                       | 30 ثانية    | --          |
| الصاعقة النارية         | طاقة هجوم نارية         | تهاجم الأعداء باسهم لهبية                                                                   | 0.8 ثانية   | --          |
| الرعد المتوهج           | طاقة هجوم هوائية        | تهاجم الأعداء باسهم برقية                                                                   | 0.8 ثانية   | مثال        |
| اسهم الظلام             | هجوم الصعقة الظلامية    | هجوم مدمر يصيب الهدف بضربات متتالية من الاسهم ذات الطاقة الظلامية                           | دقيقة ونصف  | --          |
| كرة النار               | هجوم الصعقة النارية     | تهاجم الهدف بصعقة الكرة نارية وتلحق ضرر ناري مؤقت به                                        | 15 ثانية    | --          |
| اسهم البرق              | هجوم الصعقة الهوائية    | تضرب الهدف بطاقة الضوء وتسبب ضررا مع احتمال ان تغشية بالضوء                                 | 30 ثانية    | --          |
| إنقاذ الصحة             | صعقة إسعاف ظلامية       | تستهلك جزء من نقاط HP لللاعب لتنقذ نقاط HP للهدف                                            | 30 ثانية    | --          |
| الكابوس                 | صعفة هجوم ظلامية        | تجعل الهدف نائما لمدة محددة وتقلل من الدفاع السحري لديه خلال يومة                           | 30 ثانية    | --          |
| سلاح اللهب              | هجوم الصعقة النارية     | ضربة نارية موجة نحو الهدف تحرق الهدف وتسبب ضررا مؤقتا ناريا                                 | 15 ثانية    | --          |
| أسر الرياح              | هجوم الصعقة هوائية      | تنقص سرعة الهجوم الهدف كثيرا لمدة قصيرة                                                     | دقيقتان     | --          |
| الصعقة السريعة          | مهارة كامنة             | تزيد من سرعة الفاء الصعقة                                                                   | --          | --          |
| صانع الظلام             | صعقة بوف ذاتية ظلامية   | تنقص مستوي التهديد المسبب بواساطة الصعقات الهجومية                                          | 1.5 ثانية   | --          |
| الضعف                   | صعقة هجوم ظلامية        | تضعف قوة دفاع الهدف                                                                         | 30 ثانية    | --          |
| ماصة HP                 | صعقة إسعاف ذاتية ظلامية | تستخرج HP من جثة الهدف                                                                      | دقيقة       | --          |
| حقل النار               | هجوم الصعقة النارية     | تحرق قسم كبير من المنطقة المحيطة بالهدف وتسبب ضررا مؤقتا ناريا ضمن المنطقة لفترة من الزمن   | 30 ثانية    | --          |
| حقل البرق               | صعقة هجوم هوائية        | تكهرب الأعداء وتقلل سرعة الهجوم                                                             | 30 ثانية    | --          |
| تقليل وقت تجهيز المهارة | مهارة كامنة             | تقلل من وقت تجهيز المهارة                                                                   | --          | --          |
| هجوم الظلام             | صعقة بوف ظلامية         | تعطي ضرر ظلامي إضافي عند الهجوم الأساسي                                                     | 3 ثواني     | --          |
| النار المتقدة           | صعقة بوف ذاتية ناريه    | تزيد من ضرر صعقات النار الهجومية                                                            | 5 دقائق     | --          |
| سلاح الرياح             | صعقة بوف هوائية         | تزيد من سرعة هجوم الهدف                                                                     | 5 ثواني     | --          |
| التفادي المركز          | مهارة بوف ظلامية        | تزيد القدرة علي التفادي لفترة من الزمن                                                      | دقيقتان     | --          |
| ماصة MP                 | صعقة إسعاف ذاتية ظلامية | تمتص نقاط MP من جثة الهدف                                                                   | دقيقة       | --          |
| محيط الفساد             | طاقة هجوم ظلامية        | تحيط الهدف بطاقة هالكة تسبب ضرر ظلامي مؤقت                                                  | 15 ثانية    | --          |
| عاصفة النار             | صعقة هجوم نارية         | تفعل عاصفة نارية متصاعدة تسبب اضرار متعددة وضرر ناري مؤقت للهدف والاهداف من حوله            | دقيقة       | --          |
| حقل الرعد               | صعقة هجوم هوائية        | هجوم صعقة للمنطقة المحيطة تهاجم الأهداف والاعداء القريبين باستخدام الرعد ومعدل اغشائها عالي | دقيقة       | --          |

- يتطور الساحر إلى:
1. الساحر الظلامي : يعتمد أساساً على طاقة الظلام وبذلك تكون له القدرة على إلحاق ضرر كبير بالخصوم لكنه يملك دفاع ضعيف ضد الهجوم الجسدي بالإضافة الي امتلاكه اقوي مهاره باللعبة وهي اللولب المظلم
2. المحطم: يعتمد أسلوب الهجوم السحري والأفخاخ السحرية وبوفاتة القوية.

- الكابوس:

يرتكز على مهارات كامنة ومهارات تمكنه من قيادة مرافقيه.
يستطيع الكابوس شحن طاقة مرافقه وإعطائه قوى إضافية هامة.
- الأسلحة التي تناسبه :
- الخنجر مع ترس
- يتطور الكابوس إلى :
1. سيد البراري: وهو تطوير للكابوس وتوسيع لقدراته ومهاراته بالإضافة إلى مهارات أخرى تتمركز حول المرافق.

## المدن
لكل شعب من الشعوب الثلاثة مدينة خاصه بهذا الشعب (مع ذلك يمكن لباقي الشعوب الأخرى الدخول الي أي مدينة لشعب آخر) بالإضافة الي مدن أخرى تشترك فيها الشعوب في ملكيتها والقرية المخفيه التي إذا ارد ان تدخلها يجب عليك شراء اذن الدخول الي هذه القرية الذي يباع عند متجر الأدوات
و لكل مدينة مرسال خاص بها وهو من يقوم بنقل اللاعبين من مكان الي آخر مقابل الذهب بالإضافة الي بائع أدوات (مثل لفافه الإنعاش الخ) بالإضافة الي حداد وخبير احجار وتاجر الاطياف ورئيس الكتائب وبعض الأشخاص في اللعبة تاخذ منهم المهام أحيانا
هنا شرح وافي عن المدن الموجودة في اللعبة
- مدينة جندار وهي المدينة الرسمية لشعب اجوريا ويوجد بها

- مرسالان لنقل اللاعبين
- خبير احجار لطرق الأدوات
- حداد وتاجر وتاجر يعطي المهام والشجرة أيضا تعطي المهام
- مدينة ماندا وهي المدينة الرسمية لشعب الامانيس ويوجد بها كل ما في جندار ما عدا الشجرة والتاجر الي هم يعطولك مهام
- مدينة اوروك وهي مدينة الرسمية لشعب الإرماد ويوجد بها ما في ماندا.
- والمدن المشتركة لكل الشعوب هي : أبيدوس(أفخم وأجمل مدينة في اللعبة) وكاديس للمستويات العالية جدا والقرية المخفية لكن للدخول إليها عليك شراء إذن الدخول من متجر الأدوات وهي متوفرة دائما

## الأسلحة والدروع

### الأسلحة
هناك 12 نوع من الأسلحة في اللعبة: سيف ((قبضة وقبضتين)) صولجان ((قبضة وقبضتين))، خنجر، رمح، نشاب، قوس، عصا ((قبضة وقبضتين))، فأس ((قبضة وقبضتين)).
كل سلاح لديه عدة مواصفات: سرعة السلاح، الضرر العادي، الضرر السحري.
و كلما كان السلاح أسرع كلما تسارعت الضربات على الهدف، كلما كان الهجوم أقوى كان الضرر العادي أكبر، وكلما كان الهجوم السحري أقوى، كان الضرر السحري أعلى.

### الدروع
إلى جانب الرتبة المطلوبة لارتداء الدرع هناك موانع أخرى لاستخدامه، موانع لشعب أو الاختصاص أو الاثنين معاً، فمثلاً قد يكون اسم الدرع مرتبط باسم شعب والاختصاص فيجب أن يكون اللاعب من نفس الشعب والاختصاص ليتمكن من استخدامه.
- ملحقات الدرع:
1. القفازات: وهي قفازت شائعة الاستخدام ولكن تختلف حسب مستوى اللاعب
2. الخوذ: تختلف من اختصاص لآخر وهناك خوذ شائعة الاستخدام وأيضاً تختلف حسب مستوى اللاعب
3. الأحذية: وهي أحذية شائعة الاستخدام ولكن تختلف حسب مستوى اللاعب
4. الحزام: شائع الاستخدام

### تتطور الأسلحة والدروع بعدة طرق
1. عن طريق الدمج إما مع مكعبات الضرر أو مكعبات الدفاع : يجب أن تكون رتبة المكعب ملائمة لرتبة السلاح أو الدرع.
2. عن طريق الطرق بالأحجار الكريمة عند خبير الأحجار : نضع الحجر الذي نريد طرقه في أحد الشقوق ولكل رتبة سلاح أو درع هناك عدة أنواع من الأحجار تلائم تلك الرتبة.
3. عند الحداد: نختار السلاح أو الدرع أو ملحقاته التي نريد تطويرها : ولكل تطوير هناك مبلغ معين من الذهب يجب دفعه للحداد.

عند تطوير السلاح إلى +5 يكتسب السلاح لون ضوء وتوهجاً بحسب مستوى تطويره ولمعرفة الألوان وحجم التوهج :
سلاح مطور +5 ضوء أزرق فاتح
سلاح مطور +6 ضوء أخضر فاتح
سلاح مطور +7 ضوء أصفر فاتح
سلاح مطور +8 ضوء أرجواني فاتح
سلاح مطور +9 ضوء أحمر فاتح
سلاح مطور +10 ضور أزرق
سلاح مطور +11 ضوء أخضر
سلاح مطور +12 ضوء أصفر
سلاح مطور +13 ضوء أرجواني
سلاح مطور +14 ضوء احمر
سلاح مطور +15 ضوء ازرق غامق
سلاح مطور +16 ضوء اخضر غامق
سلاح مطور +17 ضوء اصفر غامق
سلاح مطور +18 ضوء أرجواني غامق
سلاح مطور 19 ضوء احمر غامق
حجم التوهج صغير لسلاح المطور من +5 إلى +9
حجم التوهج متوسط لسلاح المطور من +9 إلى +15
حجم التوهج كبير لسلاح المطور من +15 إلى +20

## الأكسسوارات والزينة
هناك العديد من الأنواع وكل نوع يضيف خصائص أو مميزات معينة تزيد من قوة الشخصية.
1. الحلقات
2. الخواتم
3. العقد
4. القناع
5. الوشاح

6-الازياء الزينة الكاملة (زي النينجا.الروسي.المحارب الأسطوري)وهناك اشياء تشتريه من دهليز التحدي (زي الدب)
7-الشعر والصبغات
8- الاجنحه تـوجد عدة أنـواع من الاجنحة فـمنها الدائم ومنها المؤقت

## المرافقين
و هم عبارة عن وحوش تقوم بترويضهم وتدريبهم حتى تصبح عون لك في أداء مهماتك.
المرافقين أنواع ومنها الأساسي والشائع وغير شائع والنادروالفريدو المميز.
يتم ترويض المرافقين في بطاقة مخصصة ولكل نوع من الوحوش بطاقة ترويض خاصة به.
بطاقات المرافقين الأساسين تجدها عند التاجر أما باقي الأنماط فبطاقاتها تسقط من الوحوش أثناء قتالها.

### كيف تروض المرافق
بعد قيامك بتطوير مهاراتك الأساسية تكتسب مهارة
«ترويض مرافق» التي تمكنك من ترويض وحش من خلال إتباع الخطوات التالية:
- حصولك على بطاقة هذا الوحش.

وتحصل على هذه البطاقة بشرائها من أحد التجار الموجودين في المدن الرئيسية أو تحصل عليها بعد اصطياد أحد الوحوش يجب أن تتوافق البطاقة مع نوع الوحش الذي تريد ترويضة وأيضا يمكنك الحصول على بطافات المرافقين من المزاد.
- تشير على الوحش الذي تريد ترويضه مرة واحدة ثم تضغط على مهارة الترويض المرافق.

ثم يقوم الوحش بمهاجمتك فيجب عليك القضاء عليه وفي حال خسرت المعركة سوف يفشل الترويض وتخسر البطاقة.
- تظهر رسالة بعد ذلك توضح نجاح أو فشل العملية، بعدها يتحول لون بيانات البطاقة إلى الأصفر في حال نجاح العملية وهنا يجب الإشارة أن احتمال نجاح العملية يختلف حسب نمط المرافق المراد ترويضه والمروض الذي يقوم بالترويض.
- بعد فوزك بالمعركة تضغط (Alt+Y) وتضع بطاقة المرافق التي تحول لون بياناتها إلى الأصفر في مكانها المناسب.
- تضغط على مهارة تفعيل المرافق وتقوم بتفعيله.
- نسبة النجاح:

مهاره ترويض 10+3
Panthera & other NPCs: 68.35%
Orc&other Stuff that Range: 47.7%
Sally/Hawk: 7.72%
Angel/Kenta: 4.77%
المرافقين الأساسين نسبة النجاح لهم ((68.35%))
المرافقين الشائعين نسبة النجاح لهم ((47.7%)
المرافقين غير الشائعين النجاح لهم ((7.72%)
المرافقين النوادر نسبة النجاح لهم ((4.77%)
وهذه النسب لمهارة الترويض ((10+4))
Panthera & other NPCs: 70.3%
Orc&other Stuff that Range: 48.6%
Sally/Hawk: 7.96%
Angel/Kenta:4.86%
المرافقين الأساسين نسبة النجاح لهم ((70.3%))
المرافقين الأساسين 1 نسبة النجاح لهم ((48.6%)
المرافقين الأساسين 2 نسبة النجاح لهم ((7.96%)
المرافقين النوادر نسبة النجاح لهم ((4.86%)
وهذه النسب لمهارة الترويض ((10+5))
Panthera & other NPCs: 72.25%
Orc&other Stuff that Range: 49.5%
Sally/Hawk: 8.2%
Angel/Kenta:4.95%
المرافقين الأساسين نسبة النجاح لهم ((72.25%))
المرافقين الأساسين 1 نسبة النجاح لهم ((49.5%)
المرافقين الأساسين 2 نسبة النجاح لهم ((8.2%)
المرافقين النوادر نسبة النجاح لهم ((4.95%)
- مزرعة العناية بالمرافقين :

تم إضافة مزرعة العناية للاعبين الذين يملكون عدة مرافقين ولا يستطيعون رفع لفلهم
في نفس الوقت وأيضاً بسبب نظام دمج المرافقون الذي يتسبب بإعادة لفل المرافق
إلى المستوى 1 بعد أن يتم تحسينه ويصبح +1 أو +2 وهكذا,
والمزرعة سوف تحافظ وتعتني بمرافق اللاعب وتساعد على رفع لفل المرافق لمدة معينة من الوقت.
وأيضاً تستطيع وضع عدة مرافقين ولكن باستخدام أدوات خاصة سوف تضاف في متجر الأدوات.
وتستطيعوا أن تجدوا مزرعة العناية بالمرافق بجانب بوابة أبيدوس الجنوبية.
- فائدتها :
1. يمكن للاعبين ترك مرافقهم الخاص في مزرعة العناية لكي يرتفع لفله.
2. يمكن ترك مرافق واحد فقط لكل شخصية في حسابك (وهناك استثناء بحيث ستتوفر بطاقة مزرعة خاصة تمكنك أن تترك 3 مرافقين
في مزرعة المرافقين من شخصية واحدة)
3. لتستطيع ترك مرافقك في مزرعة العناية يجب عليك أن تشتري بطاقة مزرعة
سوف تتوفر عند مالكة مزرعة العناية بسعر مناسب.
4. عندما تترك مرافقك في مزرعة العناية سوف يرتفع لفله تلقائياً.
5. عندما تترك مرافقك في مزرعة العناية وتريد أن يرتفع لفله بسرعة تستطيع
وضع أيضاً في مزرعة العناية مثبت نشاط المرافق.
6. رتبة المرافقين + مستوى تطوير المرافقين + مستوى تحسين المرافقين المدمجون،
سوف تختلف عدد إذن الدخول المستخدمة في مزرعة العناية على حسب الجدول الموضح بالأسفل.
8. عدد مثبتات نشاط المرافق التي سوف تستخدمها لرفع لفل المرافق في مزرعة العناية هي نفسها عدد إذن الدخول التي سوف تستخدمها لكي تستطيع رفع لفل مرافقك.
ملاحظتين مهمة:
1. مستوى (لفل) المرافق لن تستطيع أن ترفعه أعلى من لفلك في مزرعة العناية.
2. أقصى مستوى (لفل) تستطيع أن ترفعه للمرافق في مزرعة العناية هو مستوى (لفل) 100.

- بطاقة مزرعة العناية:
1. بطاقة مزرعة العناية هي أداة تستخدم لمرة واحدة.
المعنى (بأنك يجب تشتري بطاقة مزرعة العناية جديدة كل مرة تريد أن تطور مرافق في مزرعة العناية).
2. وفقاً لبطاقات المزرعة المتوفرة عند مالكة مزرعة العناية فهي تتوفر على نوعين:
1. بطاقة مزرعة العناية 5 أيام لترك مرافق واحد فقط.
2. بطاقة مزرعة العناية 10 أيام لترك مرافق واحد فقط.

3. تستطيع أن تترك 3 مرافقين في مزرعة العناية عند طريق بطاقة مزرعة العناية خاصة
التي سوف تتوفر في متجر الأدوات وبنفس عدد الأيام التي تتوفر لبطاقة المزرعة العادي.
=== كيف يتطور المرافق ===أو ندرة الوحش في الطبيعة كلما كانت عملية ترويضه أصعب، والكائنات إذا كانت فريدة من نوعها كانت عملية ترويضها أصعب، حتى للمروض المحترف.
- لكن يمكن رفع نسبة نجاح الترويض بواسطة بطاقات مهارة تسمى (بطاقة الترويض) حيث تستطيع دمج بطاقتي ترويض +1 لتصبح +2 وهكذا

### المرافقين الشائعين
المرافقين الشائعين لا توجد بطاقات ترويضهم لدى التاجر وإنما تسقط لك البطاقات أثناء قتال وحش من نفس النوع.
- البيكسي (الومضة الزرقاء):

- مميزاتها : تتميز الومضة الزرقاء بمهارات إسعاف وتطبيب.
مهارة الوحدة: تزيد من معدل تعويض MP
ميزة الجيب: تزيد الذكاء 10% عند اللفل 40
تزيد من قوة الهجوم السحري 10% عند اللفل 90
- ما ينصح باستخدام من أسلحة ودروع لها:
1. زي النمط السحري
2. سلاح العصا
3. بالإضافة إلى أحجار الذكاء ووالحيوية

- الومضة الحمراء:

- مميزاتها : تتميز الومضة الحمراء بالهجوم السحري وبوف يزيد من قوة الهجوم السحري.
مهارة الوحدة: تزيد من قوة الهجوم السحري
ميزة الجيب: تزيد الذكاء 10% عند اللفل 40
تزيد من قوة الهجوم السحري 10% عند اللفل 90
- ما ينصح باستخدام من أسلحة ودروع لها:
1. زي النمط السحري
2. سلاح العصا
3. بالإضافة إلى أحجار الذكاء ووالحيوية

- الغول :

- مميزاته: يتميز بالهجوم والدفاع العضلي العالي لذلك هو قادر على الحاق ضرر جسدي كبير.
مهارة الوحدة: يزيد من قوة الهجوم والدفاع الجسدي
ميزة الجيب:
يزيد من قوة الهجوم والدفاع الجسدي 5% عند اللفل 40
يزيد من قوة الهجوم والدفاع الجسدي 5 % عند اللفل90
- ما ينصح باستخدام من أسلحة ودروع له :
يتميز الغول بأنه يستطيع أن تضع له:
1. سلاحين وأنت تختار له إما فأسيين أو سيفين مع دمج أحجار الحيوية والقوة
2. وأما اللباس ضع له أقوى لباس في الدفاع الجسدي مع دمج أحجار القوة والحيوية.

- المقاتل العظمي :

- مميزاته: يتميز بسرعة هجوم عاليه جداً وتفادي عالي أيضاً.
مهارة الوحدة: يزيد من معدل سرعة الهجوم
ميزة الجيب: يزيد رشاقة 10% عند اللفل 40
يزيد من سرعة الهجوم 10 % عند اللفل 90
- ما ينصح باستخدام من أسلحة ودروع له :
1. فأس القبضتين مع دمج أحجار الرشاقة والقوة
2. وأما اللباس ضع له زي المدافع مع دمج أحجار الرشاقة والقوة.

- اليتي :

- مميزاته: يتميز بدفاع عضلي عالي وحيوية عالية
مهارة الوحدة: يزيد من قوة الدفاع الجسدي
ميزة الجيب: يزيد حيوية 10% عند اللفل 40 يزيد من قوة الدفاع الجسدي 10 % عند اللفل 90
- ما ينصح باستخدام من أسلحة ودروع له :
1. فأس القبضتين مع دمج أحجار الحيوية والقوة
2. وأما اللباس ضع له زي المدافع مع دمج أحجار الحيوية والقوة.

- السيرين:

- مميزاتها: تتميز السيرين بالقوة والبراعة والحكمة، والهجوم عن بعد.
مهارة الوحدة: تزيد من التركيز الجسدي والسحري
ميزة الجيب: تزيد براعة وحكمة 5% عند اللفل 40 تزيد من دقة الهجوم الجسدي والسحري 5 % عند اللفل 90
- ما ينصح باستخدام من أسلحة ودروع لها :
1. فأس القبضتين مع دمج أحجار الحيوية والقوة
2. وأما اللباس ضع لها زي المدافع مع دمج أحجار الحيوية والقوة.

- الذئب:

- مميزاته: يتميز بقوة الهجوم الجسدي ومراوغته الكبيرة
مهارة الوحدة: يزيد من التفادي
ميزة الجيب: يزيد رشاقة 10% عند اللفل 40 يزيد من البراعة 10 % عند اللفل90
- ما ينصح باستخدام من أسلحة ودروع له :
1. فأس القبضتين مع دمج أحجار الرشاقة والقوة
2. وأما اللباس ضع له زي المدافع مع دمج أحجار الحيوية والقوة.

### المرافقين غير الشائعين
- الرجل الصقر:

- مميزاته : بقوة دفاع وهجوم عضلي عالي جداً شبيه بالغول ولكن أقوى بكثير.
مهارة الوحدة: يزيد من قوة الهجوم والدفاع الجسدي
ميزة الجيب: يزيد حيوية وقوة 5% عند اللفل 40 يزيد من قوة الدفاع والهجوم الجسدي5 % عند اللفل 90
- ما ينصح باستخدام من أسلحة ودروع له :
1. فأس القبضتين مع دمج أحجار الحيوية والقوة
2. وأما اللباس ضع له زي المدافع مع دمج أحجار الحيوية والقوة.

- السمندر:

- مميزاته : يتميز بقوة الهجوم العضلي والسحري ولكن دفاعه ضعيف، وقدرته على الإغشاء عالية
مهارة الوحدة: يزيد من قوة الهجوم الجسدي والسحري
ميزة الجيب: يزيد قوة وذكاء5% عند اللفل 40 يزيد من قوة الهجوم الجسدي والسحري 10 % عند اللفل 90
- ما ينصح باستخدام من أسلحة ودروع له :
1. فأس القبضتين مع دمج أحجار الحيوية والقوة
2. وأما اللباس ضع له زي المدافع مع دمج أحجار الحيوية والقوة.

- أنشودة الدمار:

- مميزاتها: تتميز أنشودة الدمار بهجوم جسدي كبير وتتمتع بمهارات هجومية بعيدة المدى بواسطة الأسهم.
مهارة الوحدة: تزيد من سرعة الهجوم
ميزة الجيب: تزيد براعة 11% عند اللفل 40 تزيد من سرعة الهجوم11 % عند اللفل 90
- ما ينصح باستخدام من أسلحة ودروع لها :
1. قوس أو نشاب
2. درع ذو دفاع جسدي عالي.
3. مع احجار خفه وقوه

- الاشهب :

- مميزاته : مرافق غير شائع وجيد لتخصصات السحرية فهو يعتبر من المقاتلين السحرة وأيضاً
لديه مهارة علاج مثل البيكسي الزرقاء والعكوب ولديه بف خيالي يشابه بف
سيد البراري ((هالة الجماعة)) يظهر في لفل150 وأيضاً تستطيع الركوب عليه
عندما يصل إلى لفل100 تفتح مهارة ((ركوب الكائن)) تسمح لك بالركوب
على الكائن للتنقل به في أرجاء عالم أمل الشعوب.
البفات:
1.
زيادة الطاقة القصوى Max MP لنفسه وللاعب.
لفل 45 يصل البف إلى +575
لفل 95 يصل البف إلى +940
لفل 145 يصل البف إلى +1305
2.
في لفل 150 يظهر بف:
زيادة القوة والحيوية والذكاء والحكمة والرشاقة والبراعة للاعب.
يصل البف إلى +30 لكل الخصائص التي ذكرتها.
ونقصان القوة والحيوية والذكاء والحكمة والرشاقة والبراعة للمرافق.
يصل البف إلى - 30 لكل الخصائص التي ذكرتها.
3.
وأيضاً لديه مهارة بف تزيد سرعة الحركة لنفسه وللاعب لمدة 5 دقائق.
لفل 45 يصل البف إلى +5
لفل 95 يصل البف إلى +10
لفل 145 يصل البف إلى +15
4.
وأيضاً لديه مهارة بف تزيد معدل تعويض HP و MP للمرافق فقط لمدة 10 دقائق.
لفل 95 يصل البف إلى معدل تعويض HP 15% + معدل تعويض MP 15%.
لفل 145 يصل البف إلى معدل تعويض HP 30% + معدل تعويض MP 30%.
ميزه الجيب :لفل40 تزيد الرشاقة 11%.
لفل90 تزيد التفادي 11%
- ما ينصح له من اسلحه ودروع
السلاح: عصا أو صولجان ذو القبضتين.
والدرع: من نوع النمط السحري ((لباس السحرة))
- الادهم :

- مميزاته : مرافق غير شائع فهو لديه قوة هجوم ممتازة وأيضاً ضرباته الحرجة
متميزة لذلك احذوا من الاقتراب منه وأيضاً تستطيع الركوب عليه
عندما يصل إلى لفل100 تفتح مهارة ((ركوب الكائن)) تسمح لك بالركوب
على الكائن للتنقل به في أرجاء عالم أمل الشعوب.
البفات:
يوجد 3 بفات للمرافق الأدهم: ((وعندما تفعل هذه البفات فقط سوف تفعل منها اثنتين فاختار ما يناسبك)).
1.
زيادة الحياة القصوى Max HP للمرافق وللاعب.
لفل 45 يصل البف إلى +575
لفل 95 يصل البف إلى +940
لفل 145 يصل البف إلى +1305
2.
زيادة الضربة الحرجة للمرافق فقط.
لفل 45 يصل البف إلى +15
لفل 95 يصل البف إلى +22.5
لفل 145 يصل البف إلى +30
3.
احتمالية تجميد الوحش عند القتال للمرافق فقط.
ميزه الجيب :لفل40 تزيد البراعة 11%.
لفل90 تزيد التركيز ((الدقة الجسدية للاعب)) 11%.
- ما ينصح له من اسلحه ودروع :
السلاح: الخنجر.
والدرع: من نوع النمط الحربي ((درع الصياد)).

### المرافقين النادرين
- العكوب :

- مميزاته : مرافق نادر تتميز بالعلاج مثل البكسي الزرقاء لكنها اقوي في الدفاع من البكسي الزرقاء.
مهاره الوحدة زياده قوه الدفاع العضلي والهجوم السحري لنفسها ولللاعب
يبدأ البف من +47.6 من اللفل 45 حتي +224 عند اللفل 145
ميزه الجيب تزيد الحيوية والذكاء
- ما ينصح باستخدام من اسلحه ودروع لها :
عصا ذو قبضتين مع دمج احجار ذكاء والقوه
اللباس ضع لها اقوي لباس للدفاع مع دمج احجار حيويه
- الكنتاروس :

- مميزاته مرافق نادر يتميز بقوه الهجوم العضلي
مهاره الوحدة : زياده الهجوم العضلي لنفسه ولللاعب
يبدأ البوف من +42 من لفل 45 حتي +230 عند لفل 145
ميزه الجيب : تزيد القوة
- ما ينصح من اسلحه ودروع سلاح للنمط الحربي مع دمج احجار حيويه والقوه
اللباس : لباس للنمط الحربي مع احجار الحيوية والقوه
- الضرغام :

- مميزاته : مرافق نادر يتميز بصد الهجمات مثل المتراس
مهاره الوحدة يتميز الضرغام عن باقي المرافقين انه لديه ثلاث بفات له واللاعب وهي
1: زياده قوه التركيز (لصد الضربات العضليه لمستخدمي الدروع) +1 من لفل 45 حتي +15 عند لفل 145
2: زياده قوه التركيز (هي مقدار الدفاع عند صد الضربة) +24 عند لفل 45 حتي +360 عند لفل 145
3: زياده فوه الهجوم العضلي +47.6 من لفل 45 حتي +224 عند لفل 145
ميزه الجيب هي زياده الحيوية والصد الدفاعي لمستخدمي الدروع فقط
- ما ينصح باستخدام من اسلحه ودروع
سلاح ولباس من النمط الحربي مع دمج احجار حيويه وقوه
- السيده الافعي :

- مميزاتها : مرافق نادر يتميز بـ هجومها السحري وبف الضعف الخاص بها
مهاره الوحدة زياده الهجوم السحري +158 عند لفل 45 و+248 عند لفل 95 و+338 عند لفل 145
ميزه الجيب لفل 45 تزيد الذكاء ولفل 90 تزيد قوه الهجوم السحري
- ما ينصح لها باستخدام من اسلحه ودروع
عصا أو صولجان ذو القبضتين مع دمج احجار حيويه وذكاء
اللباس نم النمط السحري مع دمج احجار ذكاء وحيويه
- ملكه الكريستال :

- مميزاتها : مرافق نادر يتميز بهجومها السحري القوي
مهاره الوحدة تزيد من قوه الهجوم السحري ومن سرعه القاء المهارة
لفل 45 يصل البف الي +98 قوه هجوم سحري +6.6 سرعه القاء المهارة
لفل 95 يصل البف الي +161 قوه هجوم سحري +12.2 سرعه القاء المهارة
لفل 145 يصل البف الي +224 قوه هجوم سحري +17.8 سرعه القاء المهارة
بف خاص يظهر عند اللفل 150 : تزيد من مستوي جميع المهارات السحرية للمرافق فقط
بف خاص يظهر عند اللفل 90 : تزيد من الدفاع العضلي والسحري للمرافق فقط
ميزه الجيب : لفل 40 تزيد الذكاء %14
لفل 90 تزيد قوه الهجوم السحري %14
- ما ينصح لها باستخدام من اسلحه ودروع
عصا ذو قبضتين مع دمج احجار الذكاء والحيويه والخفة التي تزيد من سرعه القاء المهارة ان امكن
اللباس درع للنمط السحري مع دمج احجار الذكاء والحيويه والخفة التي تزيد من سرعه القاء المهارة ان امكن
- فتاة الشر (اسم تجريبي)

- مميزاتها مرافق نادر يتمتع بافخاخه القوية، مراحل التطور : ليس لها مراحل تطور لنها مرافق مؤقت لمده 4 ساعات فقط (تحصل عليها من أحد مهمات دهليز الصدع الغامض، بف الوحدة : -- ميزه الجيب : --
- ما ينصح لها من اسلحه ودروع
لا يوجد
- المهرج (الجوكر)

- مميزاته مرافق نادر يتميز بزياده نسبه نجاح دمج المرافقين
بف الوحدة : لا يوجد ميزه الجيب : لايوجد
- ما ينصح له من اسلحه ودروع :
سلاح نشاب أو قوس
درع النمط الحربي مع دمج احجرا القوة والبراعة والحيويه
معلومه مهمة :
ليس للمهرج مهارات هجوميه فقط لديه مهارات كامنه

### المرافقين الفريدين
- ذو الرؤوس :

- مميزاته : مرافق نادر جداً يتميز بالهجوم الجسدي العالي وقوة التركيز الكبيرة.
مهارة الوحدة: يزيد من قوة الهجوم الجسدي
ميزة الجيب: يزيد قوة وبراعة 7% عند اللفل 40
يزيد من قوة الهجوم الجسدي والسحري 7 % عند اللفل 90
- ما ينصح باستخدام من أسلحة ودروع له :
```
فأس القبضتين أو سيف القبضتين مع دمج أحجار الحيوية والقوة
```

وأما اللباس : زي النمط الحربي مع دمج أحجار الحيوية والقوة.
- المارد العضلي :

-مميزاته : مرافق فريديتميز بالهجوم الجسدي القوي والدفاع الجسدي أيضاً وهو مخصص لنمط الحربي يملك مهارة التضخيم عند لفل 150 وبوف الوحدة 252 هجوم عضلي و 252 دفاع عضلي عند لفل 145.
ما ينصح باستخدام من أسلحة ودروع له :
```
فأس القبضتين مع دمج أحجار الحيوية والقوة
وأما اللباس : زي النمط الحربي مع دمج أحجار الحيوية والقوة.
```

- المارد السحري : مرافق فريد وهو شبيه بالمارد العضلي من حيث الشكل لكنه يتميز بالهجوم السحري وهو أقوى مرافق إسعافي في اللعبة يملك مهارة التضخيم عند لفل 150 وبوف الوحدة هو 252 هجوم سحري و 252 دفاع سحري عند لفل 145 وهو مخصص لتخصصات السحرية والبراريه.

ما ينصح باستخدام من أسلحة ودروع له :
```
عصى القبضتين مع استخدام احجار ذكاء وحيوية أو ذكاء وحكمه.
وأما اللباس : زي النمط السحري مع استخدام احجار ذكاء وحيوية أو ذكاء وحكمه.
```

### المرافقين المميزين
- الكوجي :

- مميزاته : مرافق نادر جداً، يتمتع بقوة دفاع هائلة بالإضافة إلى ميزات خاصة ويتمناه كثير من اللاعبين.الكوجي هو أقوى مرافق في لعبه Rappelz مظراً لشكله الساخر قليلاً وافتقاره للمهارات
فالكوجي مرافق لا يستهان به بسبب ماهرة الوحدة الخاصة به يعتبر لا يقهر
حيث يسدد ضربات سريعه وقاتله في أنً واحد.
ويمتلك الكوجي أعلى حيويه ودفاع عضلي(P:Def)في اللعبة.
مهارة الوحدة: يزيد من معدل الضربة الحرجة
ميزة الجيب: يزيد الحظ 14% عند اللفل 40
يزيد من معدل الضربة الحرجة عند اللفل 90
- ما ينصح باستخدام من أسلحة ودروع له :
1. فأس القبضتين أو سيف القبضتين مع دمج أحجار الحيوية والقوة
2. وأما اللباس : زي النمط الحربي مع دمج أحجار الحيوية والقوة.

```
التنين الأبيض:
```

- مميزاته : يعتبر من أندر المرافقين باللعبة يتميز بقوة دفاع جسدي وهجوم سحري هائل.
التنين يفوق الكوجي قوتاً بالمهارات ولكن بدونها يعتبر لا شيء ويمتلك اللاعب seef2 في سيرفر الاوربيد أعلى بلاس (ممزوج) + 4.
مهارة الوحدة: يزيد من قوة الدفاع الجسدي وقوة الهجوم السحري
ميزة الجيب: يزيد ذكاء وحيوية 9% عند اللفل 40
يزيد من قوة الدفاع الجسدي وقوة الهجوم السحري 9 % عند اللفل 90
- ما ينصح باستخدام من أسلحة ودروع له :
1. عصـا القبـضتين مع دمج أحجار الحيوية والذكاء.
2. وأما اللباس : زي النمط الحربي مع دمج أحجار الحيوية والقوة.

- فارس الموت (المدمر)

- مميزاته :يعتبر من أندر المرافقين باللعبة واكثرهم قوة يتميز بقوة دفاع جسدي هائلة وهجوم عضلي فتاك ويعتبر اللاعب Kappa في سيرفر الاوربيد أول من روضه في السيرافرات العربية وأعلى بلاس (ممزوج) موجود لدى نفس اللاعب + 3.
مهاره الوحدة :
1. يزيد قوة الهجوم العضلي P.Atk + سرعة الهجوم العضلي Atk Spd
لفل 45 يصل البف إلى +133 قوة هجوم عضلي +9.3 سرعة هجوم عضلي
لفل 95 يصل البف إلى +217 قوة هجوم عضلي +17.1 سرعة هجوم عضلي
لفل 145 يصل البف إلى +301 قوة هجوم عضلي +24.9 سرعة هجوم عضلي
2. في لفل 150 يظهر بوفين خطيرة جداً :
بف الدعم المستمر الجسدي:
تزيد من مستوى جميع المهارات الجسدية.
بف الدعم المستمر السحري:
تزيد من مستوى جميع المهارات السحرية.
ميزه جيب :
لفل40 تزيد للاعب قوة 18% + حيوية 1%.
لفل 90 تزيد للاعب سرعة هجوم 9% + التفادي 9%.
- ما ينصح له من اسلحه ودروع
درع المحارب.
سلاح ذو قبضتين وأفضل شيء فأس ذو قبضتين.
1. حجار قوة.
2. حجار حيوية.
3. أو تستطيعوا أن تضعوا حجار قوة الهجوم العضلي P.Atk بدل الحيوية.
4. أو تستطيعوا أن تضعوا حجار سرعة الهجوم Atk.Spd بدل من الحيوية.
3. ظهور بطاقات اخري تروض أي وحش في اللعبة وهما ثلاث أنواع ( الشائع- النادر- المميز) وهذه البطاقات فتحت الباب الي اختيار نوع المرافق وقوة حسب احتياجاتهم وظهور مرافقين اخرين مثل الميناتور ..والتوشكا..والتيمارا.. وهذه المرافقين لها مميزات فائقة تساعد اللاعبين في قتال الوحوش نظرا للبوفات الخاصة بهم

## الكتائب
الكتائب هي عبارة عن تجمع يضم عدد كبير من اللاعبين يقيمون بكثير من النشاطات معاً، سواء من تنفيذ المهام أو احتلال الدهاليز.
- كما يوجد في التشات وسيلة يتخاطب من خلالها أعضاء الكتيبة فيما بينهم.
- يتم إنشاء الكتيبة عند دليل يوجد منه في كل المدن الرئيسية يدعى رئيس الكتائب.
- ويقوم الشخص الذي يريد إنشاء الكتيبة بدفع رسم مقداره 100 ألف ذهبه (الذهب هو عبارة عن مقتنيات يملكها اللاعب داخل اللعبة وهو يقوم بجمعه بعد سقوطه من الوحوش التي يصطادها).
- الكتيبة تنظيم رائع يجمع اللاعبين ويجعل لعبة أمل الشعوب أكثرة متعة.

## الدهاليز
الدهليز في أمل الشعوب يمكن أن يمتلك من قبل الكتائب.
لكل دهليز نسختين ومدخل كل قسم بالقرب منه.
- يمكن للكتيبة المالكة للدهليز وضع ضريبة تصل 10% على كل ما يتم جمعه من ذهب أو أطياف داخل الدهليز، لذلك تكون ملكية الدهليز مربحة.
يستطيع أي لاعب الدخول واستكشاف الدهليز في أي وقت يريد وهي غالب يتم دخولها للتدريب لرفع المستوى لان نسبة الخبرة مرتفعه
و.
يمكن لأعضاء الكتيبة احتلال الدهليز من خلال حصاره ومهاجمته في أوقات محددة أثناء الأسبوع.
حصار ومهاجمة الدهليز تتطلب وجود قائد الكتيبة وعدد كبير من أعضاء الكتيبة.
- كما يمكن لأعضاء الكتيبة أن تدخل للدهليز الذي تملكه من عند المرسال مباشرة(المرسال هو عبارة عن دليل يقوم بنقل اللاعب إلى أماكن محددة في اللعبة).
فلكل دهليز مستوى الشعوب
هناك 12 دهليز في أماكن مختلفة من عالم أمل الشعوب

## ما فائدة التدريب بالدهليز:
1 - تنمية روح الفريق حيث أنه من صعب جداً على شخص واحد أن يغامر داخل الدهليز من نفس
مستواه لذلك يتوجب التواجد في الدهليز على شكل فرق كل فريق يضم 8 أشخاص.
2 - لكسب المزيد من نقاط الخبرة والتي تزيد من مستواك حيث أن وحوش الدهليز تعطي نقاط خبرة 
أعلى من الوحوش خارج الدهليز.
3 - لكسب المزيد من الأطياف حيث أن وحوش الدهليز تعطي أطيافاً أكثر من الوحوش خارج الدهليز.
4 - لكسب نقاط العمل والتي تمكنك من تطوير مهاراتك أو استخدام مهارات جديدة حيث أن وحوش 
الدهليز تعطي نقاط عمل أكثر من الوحوش خارج الدهليز.
5 - لكسب الأدوات والبطاقات وبطاقات المرافقين والترياق حيث نسبة حصولك على مثل هذه الأدوات
من الوحوش داخل الدهليز كبيرة جداً وقد تحصل على أدوات نادرة لا تجدها بمكان آخر غير الدهاليز.
الدهاليز :
دهليز باب القمر الأول مستوى 50 :
دهليز باب القمر الثاني مستوى 50 :
المنجم المفقود الأول مستوى 70 :
المنجم المفقود الثاني مستوى 70 :
دهليز الماس الأول مستوى 90 :
دهليز الماس الثاني مستوى 90 :
دهليز قرقيس الأول مستوى 110:
دهليز قرقيس الثاني مستوى 110:
دهليز أسطورة القدماء مستوى 145:
دهليز الأسطورة العريقة مستوى 160 :
دهليز الأسطورة الأنوار مستوى 170 :
دهليز الأسطورة الضائعة مستوى 180 :
دهليز المتاهة مستوى 180:

## المزاد
- هو مكان يتمكن اللاعب فيه من طرح نقودة وذهبة هباء والاطلاع على السلع والأدوات التي يعرضها الآخرون.
- إذا أراد اللاعب البحث عن العروض المطروحة لأداة محددة يريد شرائها ما عليه سوى الضغط على اسمها ثم الضغط على زر بدء البحث.
هناك خيارين للاعب إما أن يشتري الأداة بسعر الشراء المباشر أو المزايدة على القطع مع احتمال أن يضع لاعب آخر مبلغ أعلى من المبلغ الذي وضعه الأول وبالتالي يأخذ القطعة اللاعب الذي دفع أكبر مبلغ عند انتهاء فترة مزادها.
- عند شراء قطعة أو فشل بيع قطعة تذهب إلى صندوق الخزن في بيت المزاد.
إذا أردت وضع قطع في المزاد يجب أن تفتح نافذة تسجيل وتضع القطعة ثم تضع المبلغ لبدء المزايدة ومبلغ الشراء المباشر الذي تريده بالإضافة لدفع رسوم وضع القطعة بالمزاد وتضغط موافق.
ولكن يوجد وقت معين لوضع السلعة من :
قصير.((24 ساعه))
متوسط.((32 ساعة))
طويل.((72ساعة))
ويجب دفع مبلغ رمزي يختلف حسب سعر القطعة والوقت الذي تريد وضعها بالمزاد .

## المنافس
أكبر منافس لأمل الشعوب هو دوفيس لعبة فرنسية عالمية مشهورة التي احتلت 10 دول اليابان البرازيل أميركا فرنسا إسبانيا ألمانيا إيطاليا البرتغال المغرب مع أنها ليست مترجمة إلى عربية إلا أن 24% من لاعبيها هم مغرب لهذا تعتبر منافسا قويا لأمل الشعوب